# باتريشيا بوسورث
باتريشيا بوسورث (بالإنجليزية: Patricia Bosworth)‏ هي صحفية وكاتِبة وممثلة أمريكية، ولدت في 24 أبريل 1933 في أوكلاند في الولايات المتحدة، وتوفيت في 2 أبريل 2020 في مانهاتن في الولايات المتحدة بسبب مرض فيروس كورونا 2019.

## وصلات خارجية
- الموقع الرسمي
- باتريشيا بوسورث على موقع IMDb (الإنجليزية)
- باتريشيا بوسورث على موقع ألو سيني (الفرنسية)
- باتريشيا بوسورث على موقع أول موفي (الإنجليزية)
- باتريشيا بوسورث على موقع قاعدة بيانات برودواي على الإنترنت (الإنجليزية)
- باتريشيا بوسورث على موقع قاعدة بيانات الأفلام السويدية (السويدية)
- باتريشيا بوسورث على موقع قاعدة بيانات الفيلم (الإنجليزية)
- باتريشيا بوسورث على موقع كينوبويسك (الروسية)